# 치경음
치경음(齒莖音, alveolar consonant) 또는 잇몸소리(문화어: 이몸소리)는 설단과 치경으로 조음하는 닿소리이다. 치조음(齒槽音)이라고도 한다. 국제 음성 기호에 있는 치경음은 아래와 같다.
| IPA | 이름                  | 예         | 예            | 예        | 예           |
| IPA | 이름                  | 언어       | 철자          | IPA       | 뜻           |
| --- | --------------------- | ---------- | ------------- | --------- | ------------ |
|     | 치경 비음             | 한국어     | "나라"의 ㄴ   | [nɐɾɐ]    |              |
|     | 무성 치경 파열음      | 한국어     | "대숲"의 ㄷ   | [tɛsup̚]   |              |
|     | 유성 치경 파열음      | 한국어     | "아들"의 ㄷ   | [ɐdɯl]    |              |
|     | 무성 치경 마찰음      | 한국어     | "섬[島]"의 ㅅ | [sʌːm]    |              |
|     | 유성 치경 마찰음      | 영어       | zoo           | [zuː]     | 동물원       |
|     | 무성 치경 파찰음      | 독일어     | zeit          | [t͡saɪt]   | 시간         |
|     | 유성 치경 파찰음      | 이탈리아어 | zaino         | [ˈd͡zaino] | 등짐         |
|     | 무성 치경 설측 마찰음 | 웨일스어   | llwyd         | [ˈɬʊɪd]   | 회색         |
|     | 유성 치경 설측 마찰음 | 줄루어     | dlala         | [ˈɮálà]   | 놀다         |
|     | 치경 접근음           | 영어       | red           | [ɹʷɛd]    | 붉은         |
|     | 치경 설측 접근음      | 영어       | look          | [lʊk]     | 보다         |
|     | 치경 탄음             | 한국어     | "여름"의 ㄹ   | [jʌɾɯm]   |              |
|     | 치경 설측 탄음        | 와유어     | püülükü       | [pɯːɺɯkɯ] | 돼지         |
|     | 치경 전동음           | 스페인어   | perro         | [pero]    | 개           |
|     | 치경 방출음           | 조지아어   | ტიტა          | [tʼitʼa]  | 튤립         |
|     | 치경 방출 마찰음      | 틀링깃어   | sʼeek         | [sʼiːkʰ]  | 곰           |
|     | 유성 치경 내파음      | 베트남어   | đã            | [ɗɐː]     | 벌써 ...했다 |
|     | 설측흡착음            | 나마어     | ǁî            | [ǁĩĩ]     | 논의했다     |

## 같이 보기
- 조음 위치